# Karmapa

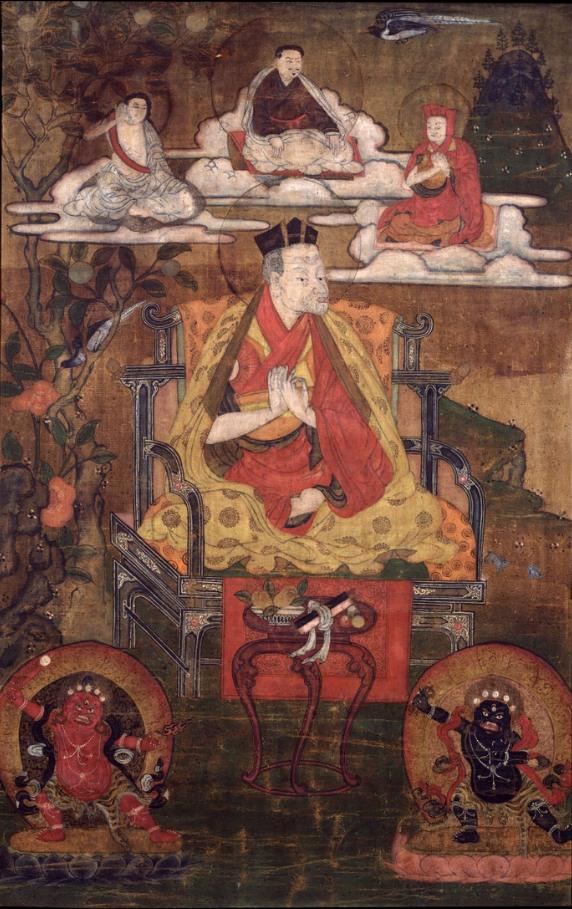
Dus gsum mkhyen pa (དུས་གསུམ་མཁྱེན་པ། Dusum Kyenpa, 1110–1193) fondatore e primo rgyal dbang kar ma pa (རྒྱལ་དབང་ཀར་མ་པ), della tradizione Karma Kagyü in un dipinto su cotone del XVIII secolo. Da notare il caratteristico copricapo di colore nero (in tibetano: ཞྭ་ནག, zhwa nag) indossato dal karmapa che ne individua il ruolo.

Con il termine tibetano karmapa (ཀར་མ་པ, kar ma pa; etimologizzato come "Quello dall'azione [illuminata]"; anche  རྒྱལ་དབང་ཀར་མ་པ, rgyal dbang kar ma pa, Gyelwang Karmapa, "Signore vittorioso dall'azione [illuminata]")  si indica, in quel contesto culturale e religioso, il capo della tradizione buddista tibetana detta del Kar ma Bka’ brgyud (ཀརྨ་བཀའ་བརྒྱུད, Karma Kagyü) quindi lo sprul sku individuato, fin da bambino, come incarnazione del kar ma pa precedente.
Come il Dalai Lama anche il Kar ma pa è considerato manifestazione di Avalokiteśvara (tibetano:  སྤྱན་རས་གཟིགས,  spyan ras gzigs, Chenrzik, Chenrezig).

## Caratteristiche
Nella storia del buddismo tibetano, la tradizione Karma Kagyü, un lignaggio della scuola Kagyü, fu la prima a elaborare e a istituzionalizzare la dottrina e la pratica dello sprul sku (སྤྲུལ་སྐུ, termine che intende essere la resa del sanscrito nirmāṇakāya, trülku, spesso adattato nella letteratura in lingua anglosassone con il termine tulku) ossia la incarnazione dei propri bla ma nella successione alla guida dell'ordine monastico. Dottrina poi adottata anche da altre tradizioni del buddismo tibetano. 
In tale contesto un kar ma pa prima di morire lascia delle precise indicazioni affinché i suoi discepoli possano rintracciare in un bambino la sua successiva incarnazione.

### La corona nera (ཞྭ་ནག,zhwa nag)
I kar ma pa sono i detentori dello zhwa nag ("corona nera, "copricapo nero") e sono quindi spesso, in Occidente, impropriamente identificati come i "lama dal berretto nero". 
Tale confusione fu generata nel XIX secolo quando dei visitatori occidentali mal intesero questo attributo esclusivo del kar ma pa attribuendolo genericamente a una tradizione del buddismo tibetano. 
Lo zhwa nag è, secondo la tradizione, un manufatto costituito dall'intreccio dei capelli di centomila ḍākinī, offerte da queste al kar ma pa per le sue realizzazioni spirituali. Tale corona risulterebbe invisibile a coloro che non hanno acquisito i meriti sufficienti. Tuttavia l'imperatore cinese Yǒnglè (永乐, regno: 1402-1424) donò al quinto kar ma pa una copia "materiale" di questa corona che, si dice, possiede un grande potere spirituale. La cerimonia in cui il nuovo kar ma pa indossa la corona nera è una delle più importanti del lignaggio  Kar ma Bka’ brgyud.

### La sede delkar ma pa, il monastero di Mtshur phu
La sede del kar ma pa è il monastero di Tsurpu (མཚུར་ཕུ་དགོན་པའི་, mtshur phu dgon pa'i , Tsurpu Gönpe), nella valle di Stod lung (སྟོད་ལུང, Tölung) a nordovest di Lhasa. Questo monastero, fondato nel 1187 dal primo kar ma pa,  Dus gsum mkhyen pa (དུས་གསུམ་མཁྱེན་པ།, Dusum Kyenpa, 1110–1193), l'allievo del grande maestro sGam po pa Bsod nams rin chen ( སྒམ་པོ་པ་བསོད་ནམས་རིན་ཆེན་, Gampopa Sönam Rinchen, 1079-1053) , fu distrutto durante la Rivoluzione culturale decisa dal Partito Comunista Cinese, ad oggi risulta solo parzialmente ricostruito. 

## Storia
La fondazione di questo lignaggio di sprul sku la si deve a Dus gsum mkhyen pa (དུས་གསུམ་མཁྱེན་པ།, Düsum Khyenpa, 1110–1193), primo kar ma pa di questa tradizione, allievo di sGam po pa Bsod nams rin chen ( སྒམ་པོ་པ་བསོད་ནམས་རིན་ཆེན་, Gampopa Sönam Rinchen, 1079-1053) a sua volta allievo di Mi la ras pa (མི་ལ་རས་པ, Milarepa, 1028/1240–1111/1123) a sua volta allievo di Mar pa Chos kyi blo gros (མར་པ་ཆོས་ཀྱི་བློ་གྲོས, Marpa Chökyi Lodrö, 1012–1097). A lui dobbiamo la fondazione del cenobio di Tsurpu (མཚུར་ཕུ་དགོན་པའི་, mtshur phu dgon pa'i , Tsurpu Gönpe), nella valle di Stod lung (སྟོད་ལུང, Tölung, a nordovest di Lhasa, Tibet centrale) nel 1187, sede dei kar ma pa e monastero principale del Kar ma Bka’ brgyud .
Il secondo kar ma pa  fu Karma pak+shi (ཀརྨ་པཀྵི, Karma Pakshi, 1203–1283) che ottenne il patrocinio per il suo monastero e il suo lignaggio dai khan mongoli Möngke (1209-1259) e dal di lui fratello Qubilai (circa 1260-1294). 
il terzo kar ma pa fu rang byung rdo rje (རང་བྱུང་རྡོ་རྗེ, Rangjung Dorje, 1333-1368) che ottenne la protezione del mongolo Toghon Temür (1333-1368).

## Elenco deikarmapa
Ad oggi vi sono stati 17 kar ma pa:
|     | Nome                 | Immagine | Anno di nascita-morte | Grafia tibetana/ Traslitterazione Wylie | Trascrizione semplificata THL | Trascrizione ufficiale della RPC |
| --- | -------------------- | -------- | --------------------- | --------------------------------------- | ----------------------------- | -------------------------------- |
| 1.  | Düsum Khyenpa        |          | 1110–1193             | དུས་གསུམ་མཁྱེན་པ་ dus gsum mkhyen pa        | Düsum Khyenpa                 | Düsum Kyênba                     |
| 2.  | Karma Pakshi         |          | 1203–1283             | ཀརྨ་པཀྵི karma pak+shi                     | Karma Pakshi                  | Garma Bagxi                      |
| 3.  | Rangjung Dorje       |          | 1284–1339             | རང་བྱུང་རྡོ་རྗེ, rang byung rdo rje           | Rangjung Dorjé                | Rangjung Dorjê                   |
| 4.  | Rölpe Dorje          |          | 1340–1383             | རོལ་པའི་རྡོ་རྗེ, rol pa’i rdo rje             | Rölpe Dorjé                   | Roibai Dorjê                     |
| 5.  | Deshin Shekpa        |          | 1384–1415             | དེ་བཞིན་གཤེགས་པ་, bde bzhin gshegs pa      | Dezhin Shekpa                 | Dêxin Xêgba                      |
| 6.  | Thongwa Dönden       |          | 1416–1453             | མཐོང་བ་དོན་ལྡན་, mthong ba don ldan        | Tongwa Dönden                 | Tongwa Doindain                  |
| 7.  | Chödrag Gyatsho      |          | 1454–1506             | ཆོས་གྲགས་རྒྱ་མཚོ, chos grags rgya mtsho      | Chödrak Gyatso                | Qoizhag Gyaco                    |
| 8.  | Mikyö Dorje          |          | 1507–1554             | མི་བསྐྱོད་རྡོ་རྗེ, mi bskyod rdo rje            | Mikyö Dorjé                   | Migyoi Dorjê                     |
| 9.  | Wangchug Dorje       |          | 1556–1603             | dbang phyug rdo rje                     | Wangchuk Dorjé                | Wangqug Dorjê                    |
| 10. | Chöying Dorje        |          | 1604–1674             | chos dbyings rdo rje                    | Chöying Dorjé                 | Qoiying Dorjê                    |
| 11. | Yeshe Dorje          |          | 1676–1702             | ye shes rdo rje                         | Yeshé Dorjé                   | Yêxê Dorjê                       |
| 12. | Changchub Dorje      |          | 1703–1732             | byang chub rdo rje                      | Changchup Dorjé               | Qangqub Dorjê                    |
| 13. | Düdul Dorje          |          | 1733–1797             | bdud ’dul rdo rje                       | Düdül Dorjé                   | Düdü Dorjê                       |
| 14. | Thegchog Dorje       |          | 1798–1868             | theg mchog rdo rje                      | Tekchok Dorjé                 | Têgqog Dorjê                     |
| 15. | Khakyab Dorje        |          | 1871–1922             | mkha’ khyab rdo rje                     | Khakhyap Dorjé                | Kakyab Dorjê                     |
| 16. | Rangjung Rigpe Dorje |          | 1924–1981             | rang ’byung rig pa’i rdo rje            | Rangjung Rikpé Dorjé          | Rangjung Rigbai Dorjê            |
| 17. | Ogyen Trinley Dorje  |          | 1985–                 | o rgyan ’phrin las rdo rje              | Ogyen Trinlé Dorjé            | Ogyain Chinlai Dorjê             |
| 17. | Trinley Thaye Dorje  |          | 1983–                 | ’phrin las mtha’ yas rdo rje            | Trinlé Tayé Dorjé             | Chinlai Tayai Dorjê              |